# سياسة العلم
تهتم سياسة العلوم بتخصيص الموارد لإجراء الأبحاث العلمية بهدف تحقيق أفضل خدمة للمصلحة العامة. تشمل الموضوعات تمويل الأنشطة العلمية وترجمة الاكتشافات العلمية إلى ابتكار تكنولوجي لتعزيز تطوير المنتجات التجارية والقدرة التنافسية والنمو الاقتصادي والتنمية الاقتصادية. تركز سياسة العلوم على إنتاج المعرفة ودور شبكات المعرفة والتعاون والتوزيع المعقد للخبرة والمعدات والدراية. يعد فهم العمليات والسياق التنظيمي لتوليد أفكار علمية وهندسية مبتكرة من الشواغل الأساسية لسياسة العلوم. تشمل موضوعات السياسة العلمية تطوير الأسلحة والرعاية الصحية والمراقبة البيئية.
وبالتالي، تتعامل سياسة العلوم مع المجال الكامل للقضايا التي تنطوي على العلم. تؤثر شبكة كبيرة ومعقدة من العوامل على تطور العلوم والهندسة التي تشمل مقرري السياسات الحكومية للعلوم والشركات الخاصة (بما في ذلك الشركات الوطنية والمتعددة الجنسيات) والحركات الاجتماعية والإعلام والمنظمات غير الحكومية والجامعات ومؤسسات البحث الأخرى. بالإضافة إلى ذلك، أصبحت السياسة العلمية دولية بشكل متزايد على النحو الذي تحدده العمليات العالمية للشركات والمؤسسات البحثية وكذلك من خلال الشبكات التعاونية للمنظمات غير الحكومية ولطبيعة البحث العلمي نفسه.

## التاريخ
أثرت سياسة الدولة على تمويل العلوم والأشغال العامة لآلاف السنوات، ويعود تاريخها على الأقل إلى حقبة الفلسفة الموهية التي ألهمت الباحثين لدراسة المنطق خلال حقبة مدارس الفكر المئة، ودراسة التحصينات الدفاعية خلال حقبة الممالك المتحاربة في الصين.
جُمعت ضرائب العمل العامة والحبوب لتمويل الأعمال الشعبية الكبرى في الصين، وشملت جمع الجبايات لتوزيعها في أوقات المجاعة، وبناء السدود للتحكم في الفيضانات، وحفر القنوات ووضع الهويسات لوصل الأنهار متعاكسة الاتجاه أحيانًا، وإنشاء الجسور بين الضفاف. تطلبت هذه المشاريع خدمات مدنية وباحثين أبدى بعضهم خبرةً كبيرةً في علم حركة السوائل.
في إيطاليا، لاحظ غاليليو أن تحصيل الضرائب الفردية بمقادير دقيقة قادر على تزويد الدولة بمبالغ كبيرة لتمويل أبحاثه حول مسارات القذائف المدفعية، مشيرًا إلى أنه «يمكن أن ينال كل جندي مرتبه من الأموال المجموعة من الضرائب العامة من البنسات والفارذنغات، بينما لن تكفي مليون قطعة ذهبية للدفع لكامل الجيش».
في بريطانيا العظمى، أثر السيد المستشار فرانسيس بيكون في تشكيل سياسة العلوم في روايته غير المكتملة «أطلنطس الجديدة» عند تعريفه «لتجارب الضوء الذي ينفذ أكثر في الطبيعة، وهو الاختراع الذي ندعوه اليوم المصباح»، وهذا ما نُطلق عليه اليوم التجربة الحرجة.
ساهمت الموافقة الحكومية على   الجمعية الملكية   في إنشاء مجتمع علمي استمر حتى أيامنا الحالية. حفزت الجوائز البريطانية للأبحاث على تطوير   الكرونوميتر البحري الذي سمح مباشرةً بإجراء ملاحة دقيقة والإبحار في عرض البحار، علاوةً على تمويل مشروع حاسوب  تشارلز بابيج .
مكن إنشاء منظمات علمية مثل الأكاديمية الوطنية للعلوم وجمعية القيصر فيلهلم وتمويل الدولة لجامعاتها جزئيًا من تأهيل العلوم في القرن التاسع عشر. في الولايات المتحدة، يستطيع عضو الأكاديمية الوطنية للعلوم رعاية التقديم المباشر للنشر في مجلة وقائع الأكاديمية الوطنية للعلوم، إذ توفر هذه المجلة قناةً للتعريف بالأبحاث ذات الأهمية لعضو واحد على الأقل من الأكاديمية الوطنية للعلوم.
تؤثر السياسة العامة مباشرةً على تمويل المعدات الإنتاجية والبنية التحتية الفكرية للأبحاث الصناعية عبر توفير حوافز ضريبية للمنظمات التي تمول الأبحاث. كتب فانيفار بوش مدير مكتب البحث والتطوير العلمي في حكومة الولايات المتحدة في يوليو 1945: «العلوم اهتمامات ملائمة للحكومة». أدار بوش مؤسسة العلوم الوطنية السابقة، وألهمت كتاباته الباحثين مباشرةً لاختراع الرابط التشعبي وفأرة الحاسوب.
كانت مبادرة وكالة مشاريع البحوث المتطورة الدفاعية ( داربا) لدعم الحوسبة دافعًا لإيجاد حزمة بروتوكول الإنترنت، وبذات الطريقة التي التزمت فيها الاتحادات العلمية مثل المنظمة الأوروبية للأبحاث النووية (سيرن) للفيزياء عالية الطاقة بنشر معارفها على العموم، أدى الوصول إلى هذه العلوم المنشورة في الفيزياء إلى تمويل سيرن مباشرةً لتطوير الشبكة العنكبوتية العالمية وإتاحة الوصول إلى الإنترنت المعتاد للجميع.

## فلسفات سياسة العلوم

### البحث الأساسي مقابل البحث التطبيقي
تنقسم البرامج الممولة إلى أربع فئات أساسية: البحث الأساسي والبحث التطبيقي والتطوير والمنشآت والمعدات.
إن البحوث المترجمة مفهوم حديث يسعى إلى ردم الهوة بين العلوم الأساسية والتطبيقات العملية. يحاول العلم الأساسي تحفيز الإنجازات التي تقود غالبًا إلى بزوغ تقنيات وطرق جديدة. تُنشر النتائج الأساسية على نطاق واسع حال تطويرها، لكن التحول إلى الإنتاج العملي يُوضع على عاتق السوق الحرة. طورت العديد من الحكومات منظمات تطوير وأبحاث تحمل قدرًا من الخطورة لتخطي البحث النظري وصولًا إلى الهندسة العملية. في الولايات المتحدة، تحمل وكالة داربا على عاتقها هذه المهمة.
على جانب آخر، يعرف تطوير التقنيات بأنه سياسة دعم هندسة وتطبيق العلوم بدلًا من دعم العلوم الأساسية. يُوجه الاهتمام عادةً إلى المشاريع التي تزيد المعرفة بالاستراتيجيات المهمة أو الهندسية التجارية. يُعد مشروع مانهاتن بلا شك قصة النجاح الأعظم إثر تطويره الأسلحة النووية، وتنضم إليه دراسة «المركبة إكس» التي منحت الولايات المتحدة ريادةً مستمرةً في تقنيات الفضاء.
نضرب هنا مثلين عن طريقتين متباينتين: كان مشروع مانهاتن مشروعًا ضخمًا اعتمد بحرية على الأساليب البديلة الأكثر خطورة. آمن أعضاء المشروع بأن الفشل سيسبب استعبادهم وتدميرهم بأيدي ألمانيا النازية، بينما بنى كل مشروع إكس مركبةً امتلكت هدفًا واحدًا يتمثل في تطوير تقنية خاصة. كانت الخطة بناء مركبات فضائية رخيصة قليلة العدد من كل نوع، مع إجراء سلسة من اختبارات الطيران أدت غالبًا إلى تدمير المركبة، ولم يصمم القائمون على المشروع مركبةً لمهمة خاصة، فكان الهدف الأساسي تطوير هذه التقنية وحسب.
وقع عدد من التطويرات التقنية البارزة ضحية الفشل، إذ فشلت مكوكات الفضاء الخاصة بالولايات المتحدة بتعويض تكاليفها أو تحقيق أهداف الطيران في مواعيدها المحددة. رأى أغلب المراقبين أن المشروع تشوبه الكثير من القيود، فتكاليفه مرتفعة للغاية، والتقنيات والمهمات المقررة له ضعيفة الدعم وسيئة التحديد.
حقق المشروع الياباني لأنظمة حاسوب الجيل الخامس جميع أهدافه التقنية، لكنه فشل في إنتاج ذكاء اصطناعي ذو قيمة تجارية. يعتقد العديد من المراقبين أن اليابانيين حاولوا الإجبار على الابتكار الهندسي متجاوزين العلوم المتاحة اعتمادًا على استثمارات سيئة، إذ إن نصف التكاليف التي أُنفقت على الأبحاث الأساسية لربما كانت تكفي للحصول على عشرة أضعاف النتيجة.

### سياسة العلوم النفعية في مواجهة العلوم الكبرى
تضع سياسات النفعية في أولوياتها المشاريع العلمية التي تنقص إلى حد كبير من معاناة الناس، وهذه الطريقة تضع في حسبانها أعدادًا يمكن مساعدتها اعتمادًا على سياسة البحث. في الغالب تتلقى هذه الأبحاث الدعم عندما تقل تكاليفها وترتفع عائداتها. تسعى الأبحاث غالبًا إلى التحسين المعرفي التدريجي وليس إلى التقدم المفاجئ في العلوم أو إيجاد الحلول المبتكرة، وهي أمور ترتفع قابلية تطبيقها تجاريًا.
على الصعيد الآخر، تُعرف العلوم الكبرى بأنها سياسات تُدعم فيها العلوم في سبيل تعميق فهم الكون بدلًا من تحقيق أهداف عملية قصيرة المدى، وتعتمد على مشاريع كبرى تحوي منشآت ضخمة وأبحاث صغيرة لا تملك تطبيقات عملية واضحة ويُصرف النظر عنها غالبًا، ومع أن هذه المشاريع لا تقدم دائمًا نتائج تطبيقية واضحة، فهي توفر التعليم لعلماء المستقبل وتقدم تطورات في المعرفة العلمية تحمل قيمة مستمرةً تُضاف إلى لبنات البناء الأساسية للعلوم.
تؤدي العديد من برامج العلوم «الكبرى» إلى نتائج عملية تكون أحيانًا قابلةً للتنبؤ. يُعد مشروع مانهاتن أحد الأمثلة الكلاسيكية للعلوم الكبرى الذي يركز على النتائج العملية، بينما يُعد الليزر أحد النتائج العملية غير المتوقعة التي أنتجتها هذه المشاريع.
كان آينشتاين أول من تنبأ بوجود الضوء المتسق عام 1916، وهو الاكتشاف الكامن وراء اختراع الليزر، لكن لم يمكن إيجاده حتى 1954 على يدي تشارلز تاونز بمساعدة الميزر. أدى هذا الإنجاز المعتمد على الميزر إلى إنشاء الليزر عام 1960 على يدي ثيودور مايمان. يعود التأخير بين ظهور نظرية الضوء المتسق وإنتاج الليزر جزئيًا إلى افتراض عدم وجود تطبيقات عملية لهذا الاختراع.